# Tào Trang công
Tào Trang công (chữ Hán: 曹莊公; trị vì: 701 TCN-671 TCN), tên thật là Cơ Tịch Cô (姬射姑), là vị vua thứ 13 của nước Tào – chư hầu nhà Chu trong lịch sử Trung Quốc.
Tào Trang công là con của Tào Hoàn công – vua thứ 12 nước Tào. Năm 702 TCN, Tào Hoàn công mất, Cơ Tịch Cô lên nối ngôi, tức là Tào Trang công.
Năm 681 TCN, Nam Cung Trường Vạn nước Tống giết Tống Mẫn công, lập Tử Du lên ngôi. Em Mẫn công là công tử Ngự Thuyết chạy sang đất Bạc. Trường Vạn sai em là Nam Cung Ngưu đi đánh đất Bạc. Đại phu nước Tống là Tiêu Thúc xin mượn quân nước Tào chống Trường Vạn. Tào Trang công giúp quân cho Tiêu Thúc đánh bại và giết chết Nam Cung Ngưu ở đất Bạc. Cuối cùng người nước Tống lật đổ được Tử Du để lập Ngự Thuyết, tức là Tống Hoàn công.
Năm 671 TCN, Tào Trang công qua đời. Ông ở ngôi được 31 năm. Con ông là Cơ Di lên nối ngôi, tức là Tào Ly công.